# Walter Marx (Widerstandskämpfer)
Walter Herbert Marx (* 27. Februar 1926 in Heilbronn; † 13. August 2013 in New York City) war ein deutschamerikanischer Widerstandskämpfer, Partisan und Überlebender des Holocaust. Seine Erinnerungen an die Flucht seiner Familie aus Heilbronn über Luxemburg und Frankreich nach Italien dienten Historikern als wichtiges Material für ihre Forschung.
In dem 2009 von André Waksman gedrehten Dokumentarfilm A Pause in the Holocaust. 1943 Le temps d’un répit, der das Leben der jüdischen Flüchtlinge in Saint-Martin-Vésubie schildert, ist Walter Marx als Zeitzeuge zu sehen.

## Leben und Wirken

### Familiärer Hintergrund
Walter Marx war der Sohn von Ludwig (geboren am 8. Februar 1897; gestorben vermutlich am 4. März 1943 in Majdanek) und Johanna Marx (geboren am 29. April 1900 in Fremersdorf als Tochter von Isaac und Rosa Isaac, geborene Reiss; gestorben am 10. Dezember 1943 in Auschwitz, aus Heilbronn). Ludwigs Vater hieß Berthold Marx (geboren am 1. Juni 1866 in Oberdorf am Ipf; gestorben am 15. Januar 1943 im Ghetto Theresienstadt) und hatte nach einer Kürschnerlehre und dem Militärdienst in Heilbronn 1892 eine Papiergroßhandlung gegründet, die sich vor ihrer Arisierung in einem Wohn- und Geschäftshaus in der Wilhelmstraße 54 befand, das ihm gehörte.
Berthold Marx war mit Emma Jaraczewsky (geboren am 24. März 1870; gestorben am 25. Februar 1926 in Heilbronn) verheiratet. Das Ehepaar hatte drei Kinder: Berta (1895), Ludwig (1897) und Hanna (1899).
Während die Töchter heirateten und jeweils aus Heilbronn wegzogen, blieb Ludwig dort und war später Mitinhaber im Geschäft seines Vaters.
Die Historikerin Susan Zuccotti, die sich im Rahmen ihrer Forschung über die Geschichte der Juden in Saint-Martin-Vésubie während des Zweiten Weltkriegs auch mit der Familie Ludwig Marx aus Heilbronn befasst hat, merkt an, dass die Familie durch und durch deutsch war.
Selbst 1938, als bereits viele jüdische Freunde und Bekannte der Familie Deutschland verlassen hatten, ging Walters Vater Ludwig, der im Ersten Weltkrieg ausgezeichnet worden war, immer noch davon aus, dass die Nazis ihm nichts anhaben werden.

### Vertreibung der Familie aus Deutschland
Nach dem Erlass der Nürnberger Rassengesetze 1935 verstärkte sich Ausgrenzung der jüdischen Bürger in Deutschland. Lehrer und Mitschüler begannen, den neunjährigen Walter Marx mit Demütigungen, Beleidigungen und Schlägen zu drangsalieren, und seine Eltern schicken daher ihren einzigen Sohn zusammen mit seinem gleichaltrigen Cousin Werner Isaac, der bei ihnen lebte, zu einer Tante und einem Onkel nach Luxemburg.
Werner Isaac (geboren am 30. Juni 1926 in Fremersdorf) war der Sohn von Max Isaac (gest. 1926 in Merzig) und Hanna (Hansi) Isaac, geborene Marx, die nach dem Tod ihres Mannes 1926 von Merzig wieder nach Heilbronn gezogen war und im Haus ihres Vaters in der Wilhelmstraße 54 wohnte. Sie hatte in England Arbeit gefunden und daher ihren Sohn bei ihrer Familie gelassen. Die beiden Jungen verbrachten jeweils ihre Schulferien in Heilbronn bei Walters Eltern, das letzte Mal im Sommer 1938.
Während der Novemberpogrome 1938 stürmten Nazischergen das Haus der Familie, verwüsteten das Geschäft und verschleppten Ludwig Marx zusammen mit anderen Heilbronner Juden nach Dachau, wo er vom 11. November 1938 bis zum 25. Januar 1939 inhaftiert war. Ludwig Marx war gezwungen, mit anderen Gefangenen stundenlang in der Kälte und im Regen frierend zu stehen. Infolge der aufgrund des Erfrierens erlittenen Infektion an seinem Ringfinger – er durfte seinen Ehering nicht abnehmen – musste ihm anschließend dieser amputiert werden. Man ließ ihn gehen, nachdem er seine Auswanderungspapiere unterzeichnet hatte. Ludwig Marx kam vermutlich aus der Haft frei, weil er seine Zustimmung zur Auswanderung gab.
Durch die Verordnung über den Einsatz des jüdischen Vermögens vom 3. Dezember 1939 waren Ludwig Marx und sein Vater gezwungen, ihre Papiergroßhandlung aufzugeben. Auch das Haus in der Wilhelmstraße, das Berthold Marx gehörte, musste veräußert werden und gelangte so in den Besitz der Stadt Heilbronn.
Im Sommer 1939 waren diese Vorgänge vermutlich abgeschlossen und die Familie brach auseinander: Ludwig Marx und seine Frau Johanna emigrierten nach Luxemburg zu ihrem Sohn Walter und ihrem Neffen Werner. Dessen Mutter blieb vermutlich in England – Franke gibt als Emigrationsziel für sie England mit dem Datum 1939 an – und der verwitwete Berthold Marx wurde in ein Zwangsaltersheim für jüdische Senioren in Herrlingen gebracht. Als letzte Heilbronner Adresse für Ludwig und Johanna Marx ist nicht mehr das Haus in der Wilhelmstraße 54, wo sie laut der Israelitischen Gemeindeliste vom 1. April 1937 noch wohnten, sondern die Moltkestraße 27 angegeben.

#### Luxemburg
Fast ein Jahr lebte die Familie Marx unbehelligt in Luxemburg. Nach dem Beginn des Westfeldzugs der Deutschen Armee im Mai 1940 mit dem Überfall deutscher Truppen auf die Niederlande, Belgien und Luxemburg, versuchte Ludwig Marx nach Frankreich zu gelangen, um sich der französischen Armee anzuschließen. Allerdings wurde er lediglich als Freiwilliger einer der nach dem 12. April 1939 gegründeten Compagnie de travailleurs étrangers (CTE deutsch: Arbeitseinsatzgruppen für Ausländer) als prestataire voluntaire (freiwillige Arbeitskraft) zugewiesen. Diese Einheiten waren unbewaffnet und dienten als Arbeitskräfte der Unterstützung der französischen Armee, viele ihrer Mitglieder wurden ab Frühjahr 1940 in französischen Internierungslagern für Ausländer rekrutiert. Die Einheit von Ludwig Marx wurde in der Nähe der Front eingesetzt und von der Wehrmacht überrannt. Ludwig Marx flüchtete nach Luxemburg zurück.

#### Frankreich
Montpellier
Am 7. November 1940 wurde die Familie Marx im Rahmen einer größeren Aktion, deren Ziel es war, Luxemburg „judenfrei“ zu machen, und die von der deutschen Zivilverwaltung unter Gustav Simon ausging, ausgewiesen und zusammen mit den anderen Juden hinter der Demarkationslinie bei Mâcon im Département Saône-et-Loire ausgesetzt.
Von hier aus flüchteten sie zusammen mit Werner Isaac weiter durch den vom Vichy-Regime regierten, noch nicht von den Deutschen besetzen Teil Frankreichs nach Montpellier im Département Hérault, wo sie entfernte Verwandte hatten. Sie hofften, von Montpellier aus in die USA ausreisen zu können. Bis zum Sommer 1943 fand die Familie hier ihr Auskommen: Ludwig Marx hatte eine inoffizielle Stelle beim Präsidenten der örtlichen jüdischen Gemeinde, und Walter besserte das Familieneinkommen als Laufbursche und Botenjunge bei einem Blumenhändler auf.
Ohne dass es eine konkrete Bedrohung gab – die Landung der Alliierten in Nordafrika begann erst am 8. November und die Deutschen erreichten Montpellier nicht vor dem 12. November – flüchtete die Familie am 2. November 1942 weiter ins Landesinnere. Walter Marx, der damals 15 Jahr alt war, vermutete später, dass Gerüchte über eine bevorstehende Besetzung der Mittelmeerküste durch deutsche Truppen den Ausschlag gegeben haben könnten. Die Familie Marx fand Unterschlupf in Lamalou-les-Bains und meldete sich dort ordnungsgemäß an.

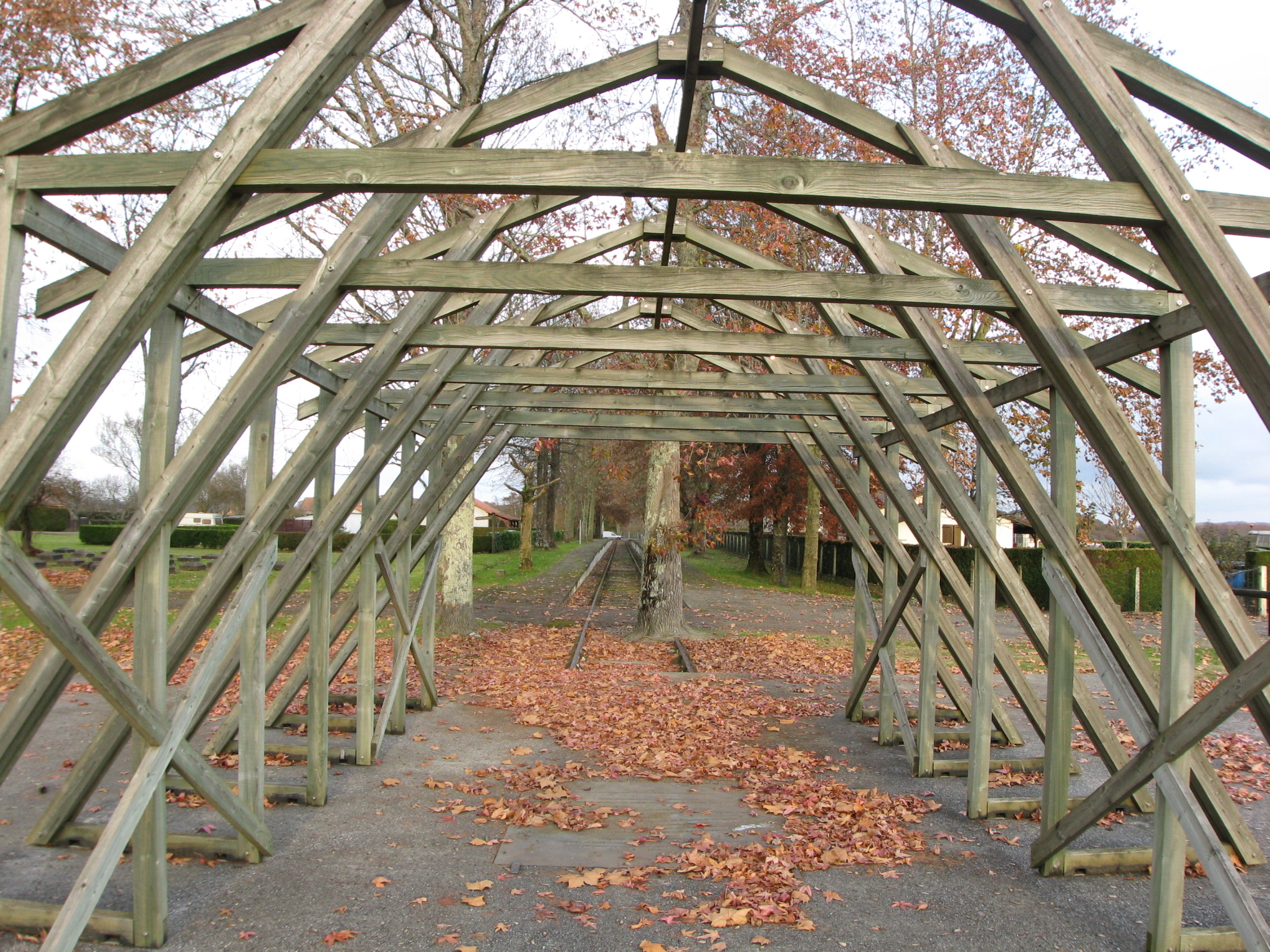
Barackenrekonstruktion in Gurs als Teil der Gedenkstätte

Im Rahmen des so genannten Unternehmens Anton teilten Italien und Deutschland als Reaktion auf die alliierte Landung in Nordafrika den bis dahin unbesetzt gebliebenen Teil Frankreichs unter sich auf, wodurch sich die Familie von Walter Marx nunmehr im von Deutschen besetzten Teil Frankreichs befand.
Mit Beginn des Jahres nahmen Razzien der Deutschen auf der Suche nach Juden und die Verhaftungen in der ehemals nichtbesetzten Französischen Zone zu. Auch stieg die Anzahl von jüdischen Geiseln, die die Deutschen im Rahmen von Vergeltungsaktionen für Aktionen der Résistance forderten. Am 20. Februar 1943 wurde Ludwig Marx festgenommen, da aus dem Departement Hérault 70 jüdische Männer im Rahmen einer derartigen Aktion von den Behörden auszuheben waren. Der Versuch seiner Familie, ihn unmittelbar nach seiner Verhaftung mit der Unterstützung des Präsidenten der Jüdischen Gemeinde in Nizza freizubekommen scheiterte, da er bereits in das Internierungslager Gurs überstellt worden war. Von dort aus wurde er entweder am 26. Februar oder am 2. März in das Internierungslager Drancy überstellt, vermutlich am 4. oder 6. März nach Polen verschleppt und im Lager Majdanek ermordet.
Nach der Verhaftung von Ludwig Marx machte der Rest der Familie sich in den von italienischen Truppen besetzten Teil Südostfrankreichs auf, da sie erfahren hatten, dass die Italiener Juden besser behandelten als die Deutschen. Auch wenn es Juden nicht erlaubt war, ohne behördliche Genehmigung ihren Aufenthaltsort zu verlassen, bereitete die Reise ihnen kaum Probleme, und sie kamen über Nizza nach Saint-Martin-Vésubie.
Saint-Martin-Vésubie

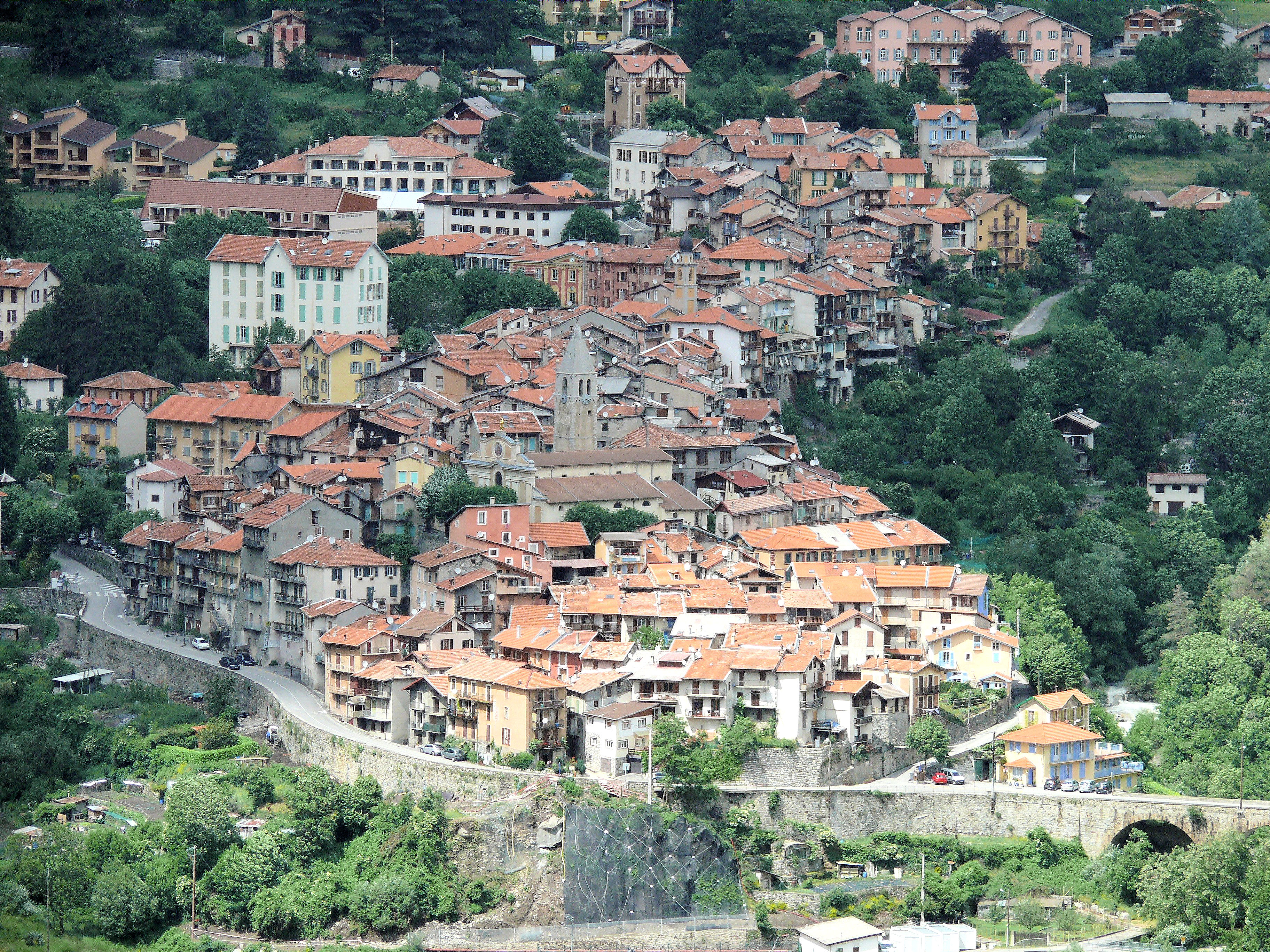
Der Ort Saint-Martin-Vésubie

Durch die Flüchtlingshilfe der jüdischen Gemeinde in Nizza (Comité d'Assistance aux Réfugiés, auch als Comité Dubouchage nach der Adresse der Synagoge am 24, boulevard Dubouchage benannt) fanden Walter, seine Mutter und sein Cousin Unterkunft im ungefähr 69 Kilometer nördlich von Nizza gelegenen Saint-Martin-Vésubie, das seit dem 11. November 1942 von Italien okkupiert war, und in dem sich über 1000 jüdische Flüchtlinge aufhielten.
Obwohl auch Italien sich seit 1938 mit dem Erlass eigener Rassengesetze (leggi razziali) offiziell zum Antisemitismus bekannt hatte, mussten sich Juden – anders als beispielsweise im Frankreich unter dem Vichy-Regime – nicht als solche kennzeichnen lassen. Da die Familie Marx sich lediglich täglich bei der Polizei melden musste, hatten sich ihre Lebensumstände deutlich verbessert. Im Nachhinein beschrieb Walter Marx das Leben in Saint-Martin-Vésubie so: The time in St. Martin was probably one of the best times of my life. It was like a paradise. After Years of persecution by the German und the French, we could speak any language we wanted, publicy. In Montpellier, we had never been able to speak any foreign language at all. There was such an elated feeling of freedom.

#### Italien
Borgo San Dalmazzo
Der relative Schutz, den die Juden in dem von Italien besetzen Teil Frankreichs hatten, endete mit dem zwischen den Alliierten und dem Königreich Italien am 8. September 1943 vereinbarten Waffenstillstand. Das Ausscheren des bisherigen Verbündeten Italien veranlasste die deutsche Wehrmacht, mit der so genannten Operation Fall Achse zu beginnen, die unter anderem den Einmarsch der Deutschen in die bis dato von der italienischen Armee besetzten Gebiete vorsah, der am 9. September 1943 begann.
Ab dem 8. September 1943 begannen daher viele Juden aus Saint-Martin-Vésubie über die Alpen in Richtung Italien zu fliehen, auch auf Anraten der italienischen Armee, die ankündigte, die Flüchtlinge entkommen zu lassen. In den kommenden Tagen überquerten mehrere hundert Menschen auf schwierigen Alpenpfaden die Grenze in der Hoffnung, sich im nunmehr nicht mehr am Krieg beteiligten Italien unter den Schutz alliierter Truppen flüchten zu können. Walter Marx erinnerte sich, dass die Überquerung drei bis vier Tage dauerte, und der stetige Strom von schlecht ausgerüsteten Männern, Frauen und Kindern, beladen mit dem Nötigsten, erinnerte ihn an den Auszug aus Ägypten.
Ihre Ankunft in Italien fiel in eine relativ chaotische Phase: Teile der italienischen Streitkräfte befanden sich in Auflösung, die alliierten Truppen waren in Italien gelandet – allerdings weit entfernt von der Provinz Cuneo, wo sich die Flüchtlinge nun befanden. Stattdessen rückten deutsche Truppen, unter ihnen auch die Leibstandarte SS Adolf Hitler über die Grenzen vor.
Ungefähr am 12. September 1943 erreichte Johanna Marx mit den beiden Jungen Borgo San Dalmazzo und fand in einem Gasthof, Cavallo Rosso, Unterkunft. Zum selben Zeitpunkt erreichten Truppen der SS, deren befehlshabender Offizier Joachim Peiper war, die Region um Cuneo. Peiper ordnete am 16. September an, für gefangene jüdische Flüchtlinge ein »campo di concentramento« in einer aufgegebenen Kaserne der italienischen Gebirgsjäger in Borgo San Dalmazzo einzurichten.
Am 18. September erfolgte ein Aufruf der SS für die gesamte Region Cuneo – unterzeichnet von einem „Hauptsturmführer Müller“, der bis heute nicht identifiziert ist – an alle Ausländer, sich unverzüglich bei Androhung der Todesstrafe sowohl für die Flüchtigen als auch eventuelle Helfer bis 18 Uhr vor dem Sammellager einzufinden.
Für wenige Stunden verstecken Walter Marx, seine Mutter und sein Cousin sich in einer kleinen Scheune, dann beschlossen sie, sich zu stellen. Zum einen sahen sie sich ohne Papiere in einer aussichtslosen Lage und wollten niemanden in Gefahr bringen, zum anderen hatte Walter noch in Saint-Martin-Vésubie die Nachricht vom Tod seines Großvaters Berthold Marx unhinterfragt, als für einen 77-Jährigen natürlich hingenommen und Gerüchte über das Verbrennen von Menschen als verrückt abgetan.
Deportation und Flucht

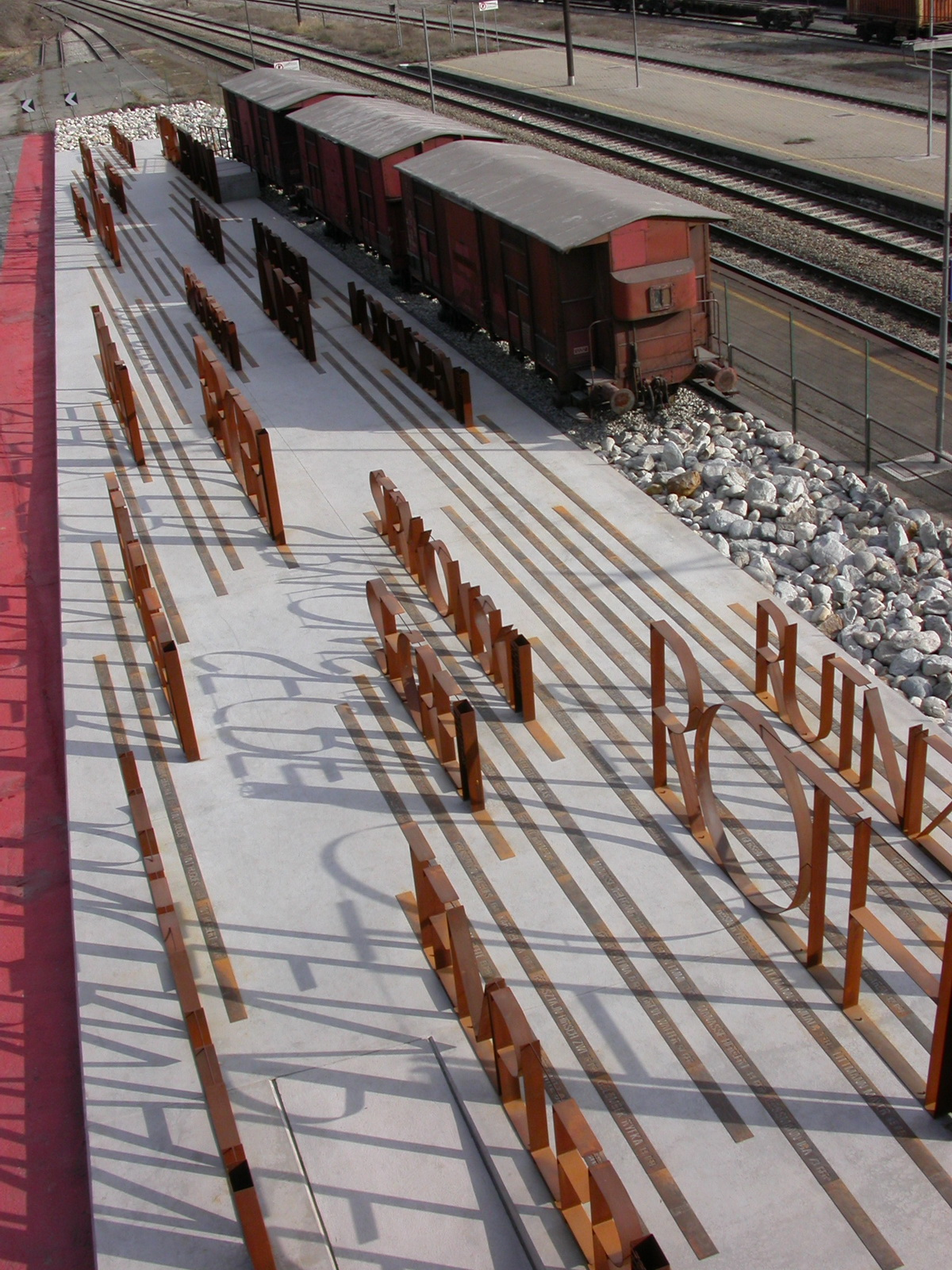
Mahnmal in Borgo San Dalmazzo

Im KZ von Borgo San Dalmazzo wurden die drei unter den Häftlingsnummern 225, 226 und 227 registriert und interniert, und Walter und Werner, wie die meisten Männer, zu Zwangsarbeiten eingesetzt.
Bei einem dieser Einsätze verletzte sich Walter am 16. Oktober 1943 schwer: Beim Verladen von Waffen in der Nacht in völliger Dunkelheit wurde er zwischen einem liegengebliebenen LKW, den die Zwangsarbeiter schieben mussten, und einem Schützenpanzerwagen eingeklemmt und brach sich dabei einen Rückenwirbel. Durch die Verletzung war sein rechtes Bein vorübergehend gelähmt, und er wurde zuerst in das kleine Hospital von Borgo eingeliefert und später in das Krankenhaus in Cuneo verlegt.
Anfangs konnte seine Mutter ihn unter polizeilicher Aufsicht besuchen, doch Mitte November hörten ihre Besuche abrupt auf. Am 21. November 1943 mussten 349 Juden aus dem Lager zum Bahnhof marschieren, wurden dort in vier wartende Viehwaggons gezwungen und nach Nizza deportiert. Von dort aus ging es weiter ins Internierungslager Drancy. Unter ihnen waren auch Werner Isaac und Johanna Marx.
Über das Schicksal seiner Mutter und seines Cousins konnte Walter erst die Tochter der Gastwirtsfamilie aus dem Cavallo Rosso in Borgo San Dalmazzo, wo die Familie zu Anfang gewohnt hatten, Auskunft geben. Magdalena (Nella) Giraudo, die ihn ebenfalls gelegentlich im Krankenhaus besuchte, hatte die Deportation selbst gesehen.
Als sich im Januar 1944 die SS beim Direktor des Krankenhauses, Giuseppe Meinardi, nach dem Gesundheitszustand Walters erkundigte, verschaffte dieser ihm zusammen mit zwei weiteren Patienten, Hertzek Gerszt und Isidor Grunfeld, eine Fluchtmöglichkeit, die allerdings scheiterte. Die drei sollten am 30. Januar mit dem Taxi zum Bahnhof und von Cuneo per Zug nach Genua reisen. Dann sollten sie mit dem Sekretär von Kardinal Pietro Boetto, Don Francesco Repetto, im Bischofssitz von Genua Kontakt aufnehmen. Dort angekommen schien allerdings niemand davon zu wissen und sie wurden abgewiesen. Als die drei in einer nahegelegenen Gaststätte beratschlagten, was nun zu tun sei, sprach ein ihnen Unbekannter sie mit Shalom an. Die drei reagierten nicht, weil sie eine Falle vermuteten. Jahre später stellte sich heraus, dass wiederum der Sekretär des Bischofs bei ihrem Erscheinen eine Falle vermutet hatte und ihnen danach den Mann hinterher geschickt hatte, um herauszufinden, ob es sich bei ihnen doch um bedrohte Juden handelte.
Im Widerstand
Nach diesem gescheiterten Rettungsversuch wusste sich Walter nicht anders zu helfen, als sich an Nella Giraudo zu wenden. Diese versteckte ihn einige Zeit im Gasthof ihrer Eltern, in dem gleichzeitig Deutsche stationiert waren. Aus dem Gefühl heraus, etwas tun zu müssen, beschloss der 17-Jährige, sich den Partisanen anzuschließen, und Nella Giraudo konnte ihn in einer Gruppe ihr bekannter Widerstandskämpfer in den rund 15 Kilometer entfernten Bergen in der Nähe von Demonte an der Stura lagen, unterbringen.
Hier erhielt Walter Marx gefälschte Papiere, die ihn als Giuseppe Barale aus Frankreich, gebürtig in einer kleinen Stadt an der Grenze zu Deutschland, auswiesen. Dies sollte seinen deutlichen Akzent erklären.
Zu Anfang konnte er auf Grund seiner verletzungsbedingten Einschränkung lediglich Schreibarbeiten wie das Austeilen von Urlaubsscheinen oder Bescheinigungen für die Requirierung von Lebensmitteln bei den örtlichen Bauern ausfertigen. Mit zunehmender Besserung seines Gesundheitszustandes erhielt er auch eine militärische Ausbildung. Unter seiner neuen Identität wurde er im Frühjahr 1944 über einen Doppelagenten für einige Wochen als Übersetzer bei den Deutschen eingeschleust und konnte so Informationen über eine bevorstehende Razzia weitergeben und mithelfen, diese zu verhindern.
Nachdem seine Einheit in den Kämpfen um das strategisch wichtige Stura-Tal im August 1944 aufgerieben worden war, versuchte Marx mit einigen anderen nach Frankreich zu gelangen, wurde aber zusammen mit einem Freund, Walter Burger, von ihnen getrennt. Auch weil Burger der Gedanke, seine Mutter zurückzulassen, beunruhigte, blieben sie im Tal der Stura und versteckten sich weiter bis zum Ende des Krieges mal bei untergetauchten jüdischen Familien, mal bei anderen Partisanengruppen.

### Nach dem Zweiten Weltkrieg
Walter Marx, der sich gerade auf einem Bauernhof bei Demonte aufhielt, als ihn die Nachricht von der Kapitulation der Deutschen erreichte, begab sich nach seiner offiziellen Entlassung aus dem Widerstand nach Nizza, um Gewissheit über das Schicksal seiner Familie zu bekommen.
Er erfuhr, dass sein Vater über die Internierungslager in Gurs und Drancy nach Polen verschleppt und im KZ Majdanek ermordet worden war. Seine Mutter war über Nizza und Drancy ins KZ Auschwitz transportiert und dort unmittelbar nach ihrer Ankunft ermordet worden.

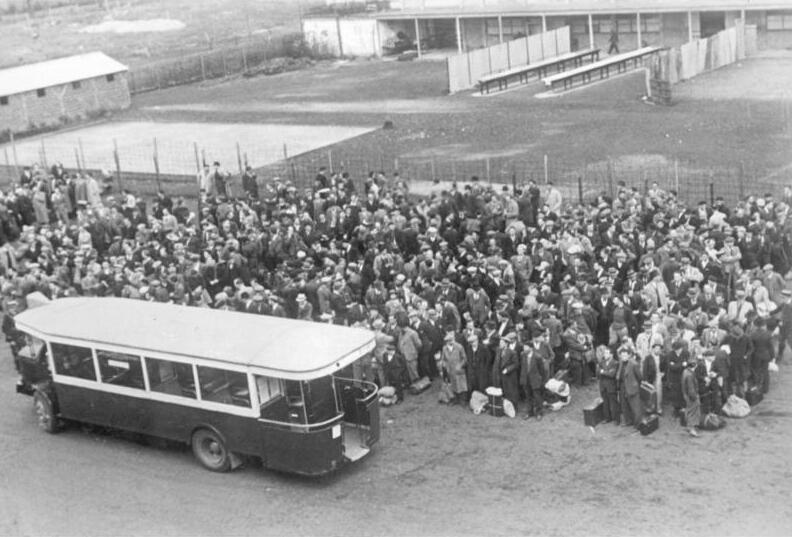
Festgenommene Juden im Internierungslager Drancy

Sein Cousin Werner Isaac war bereits in Borgo als Übersetzer für die Deutschen herangezogen worden, weshalb er zwar ebenfalls nach Nizza deportiert wurde, aber in einem gesonderten Abteil und immer noch mit Übersetzungsarbeiten befasst reiste. In Nizza wurde er vom Rest der Deportierten getrennt und blieb mehrere Wochen dort, bevor er ebenfalls nach Drancy weitertransportiert wurde. Als im Lager ankam, waren die meisten Juden aus dem KZ Borgo San Dalmazzo bereits nach Auschwitz weiterverschleppt worden.
Im Lager wurde er erneut zu Zwangsarbeiten eingesetzt, was ihm bis zur Mitte des Augusts 1944 das Leben rettete. Als die alliierten Truppen Paris einnahmen, sollte der Rest der in Drancy Inhaftierten per Eisenbahn über Bobigny nach Auschwitz verschickt werden. Aus ihm unbekannten Gründen jedoch wurde die Gruppe, in der Werner Isaac sich befand, zwar zum Bahnhof gebracht, blieb dort aber nur einige Stunden und kehrte dann zum Lager zurück, wo er am 18. August 1944 vom Roten Kreuz befreit wurde.
Von Paris ging Walter Marx im Oktober 1946, nachdem ein Onkel in den USA für ihn eine eidesstattliche Unterstützungserklärung als Bürge abgegeben hatte, nach New York, wo er sich einige Jahre mit seinem Cousin Werner und einem weiteren Überlebenden aus Saint-Martin-Vésubie, William Blye, eine Wohnung teilte.
1950 heiratete er Ellen Appel, die Tochter von Josef Appel (geb. 1888) und Helene Koopmann (geb. 13. Juli 1898). Ellen Appel hatte als Kind den Holocaust überlebt, indem sie sich im Pensionnat des Jeunes Filles Saint Charles in Marseille, das von belgischen Nonnen mit dem Mutterhaus in Herseaux geleitet wurde, versteckt hielt.

#### Rückübertragungsantrag gegen die Stadt Heilbronn

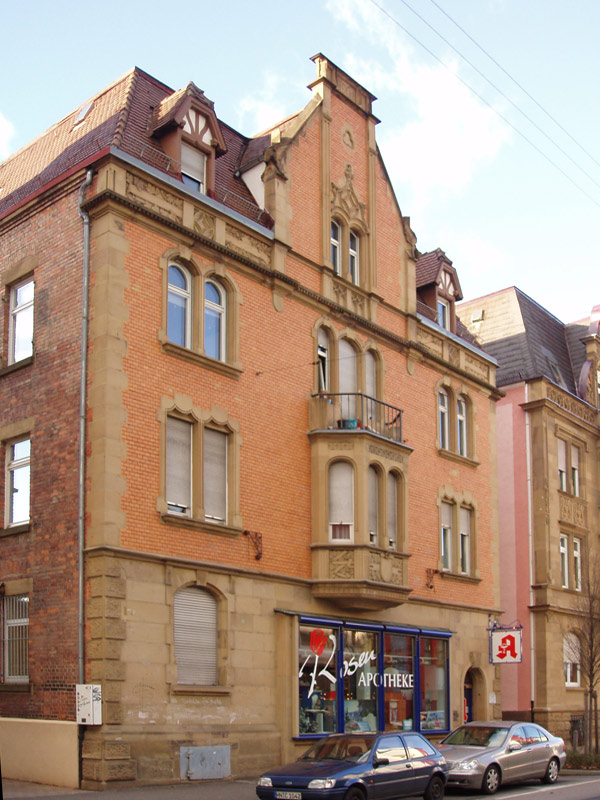
Wilhelmstraße 54 mit der heute noch bestehenden Rosenapotheke

Seine Tante Hanna Isaac, die jüngere Schwester seines Vaters und Mutter von Werner Isaac, hatte nach dem Tod ihres Mannes 1926 eine Stelle in England gefunden und war 1939 dorthin emigriert. Von hier aus ging sie ebenfalls nach New York und beantragte, zusammen mit Walter als Erbe seines Vaters Ludwig Marx, bei der Stadt Heilbronn die Rückübertragung des Gebäudes in der Wilhelmstraße 54, das nach der Arisierung in den Besitz der Stadt Heilbronn gelangt war.
In dem Gebäude war gegen Ende des Zweiten Weltkriegs zwischenzeitlich die Geschäftsstelle der Kaufmännische Krankenkasse Halle (KKH), deren Geschäftsstelle in der Klarastraße 15 zerstört worden war, untergebracht gewesen. Danach diente es der Rosenapotheke von Apotheker Karl Koch als Geschäftsgebäude. Diese war ursprünglich in der Rathausgasse 1 gewesen. Nachdem das Haus am 10. September 1944 bei einem Luftangriff zerstört worden war, hatte Koch die Rosenapotheke in der Wilhelmstraße 54 eröffnet.
Das Verfahren endete mit einem Vergleich zwischen den Erben Berthold Marx und dem neuen Besitzer des Gebäudes.

## Schicksale weiterer Verwandter im Holocaust
Walters Großvater väterlicherseits, Berthold Marx, war von den Nazis von Heilbronn am 26. oder 28. Juli 1939 nach Herrlingen in ein so genanntes Altenheim gebracht, kam von dort aus am 10. Juli 1942 nach Oberstotzingen, wo sich im dortigen Schloss eine ähnliche Einrichtung befand, und wurde von hier aus am 22. August nach Theresienstadt deportiert, wo er im darauffolgenden Januar starb.
Walters ältere Tante väterlicherseits, Berta Eskeles (geboren am 18. März 1895 in Heilbronn als Berta Marx; gestorben am 25. November 1941 in Kowno (dt.: Kauen) im Fort IX) war mit Hugo Eskeles (geboren am 6. Februar 1888 in Offenbach am Main; gestorben am 25. November 1941, in Kowno im Fort IX) verheiratet und lebte mit ihm in Zweibrücken, wo auch ihre Tochter Senta Lore Eskeles (geboren am 4. Oktober 1925 in Zweibrücken; gestorben am 25. November 1941 in Kowno im Fort IX) lebte. Auch Hugo Eskeles war nach den Novemberpogromen 1938 vom 12. November 1938 bis zum 16. Dezember 1938 in Dachau inhaftiert gewesen. Im September 1939 flüchtete die Familie aus Zweibrücken nach München. Hintergrund für die Flucht war der Beginn des Zweiten Weltkrieges an der Westfront und die Furcht vor dem zu erwartenden Kriegsgeschehen. Am 4. September 1939 traf die Familie in Herrlingen ein und hielt sich dabei zwei Wochen Bertas Vater Berthold Marx im jüdischen Altersheim auf. Von München aus wurden die drei am 20. November 1941 nach Kaunas in das im Fort IX eingerichtete Vernichtungslager deportiert und dort nach der Ankunft am 25. November ermordet.

## Dokumentarfilm
- A Pause in the Holocaust. 1943 Le temps d’un répit. Regie: André Waksman. Frankreich, 2009, 52 Minuten. Französisch/Italienisch mit englischen Untertiteln.[57][58]

## Gedenkbuch
- Bundesarchiv für die Opfer der nationalsozialistischen Judenverfolgung in Deutschland (1933–1945); Datensätze:
- Berta Eskeles, geb. Marx
- Hugo Eskeles
- Senta Lore Eskeles
- Berthold Marx
- Johanna Marx, geb. Isaac
- Ludwig Marx